# Wingfield Castle

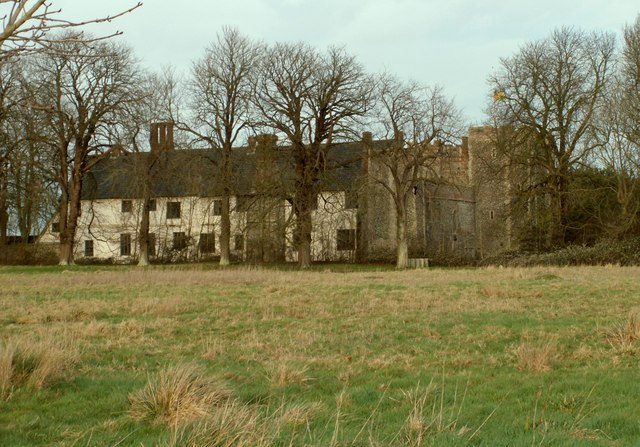
Wingfield Castle – Burgruine und Landhaus

Wingfield Castle, ist eine Burgruine und ein Landhaus in der englischen Grafschaft Suffolk. Die Burg war der Sitz der Familie Wingfield und ihrer Erben, der De la Poles, Earls und Dukes of Suffolk. Heute ist es ein Privathaus.

## Geschichte
Aufzeichnungen aus dem Jahre 1384 zeigen, dass Michael de la Pole sich um eine königliche Erlaubnis bemühte, sein Herrenhaus zu befestigen (engl. „Licence to Crenellate“). Damals wurden alte feudale Burgen eigentlich nicht mehr benötigt und die Könige sahen es nicht gerne, wenn solche Festungen errichtet wurden. So war Wingfield Castle eine Kreuzung zwischen einer feudalen Festung und einem einfachen, befestigten Herrenhaus.
Das Anwesen ging in die Hände der Familie Catlin aus Norwich über. 1702 starb Sir Nevill Catlin dort und seine Witwe Mary übertrug die Grundherrschaft an ihren zweiten Gatten, Sir Charles Turner, 1. Baronet, aus Warham. Lord Berners verkaufte das Anwesen 1886 an die Familie Adair. Lady Darrell, eine Nachfahrin von Lord Berners, verkaufte es 1981 an einen Mr Wingrove. Zwei Jahre später wurde es an Mr Gerald Fairhurst verkauft, der es einige Zeit lang renovieren ließ und es 1987 an einen Londoner Geschäftsmann weiterverkaufte. 1989 wurde es erneut verkauft, diesmal an einen Barrister namens Gunter.
Das alte Herrenhaus und ein Teil der Befestigungen wurden bereits 1510 abgerissen und um 1540 entstand das heutige Wohnhaus in der Südwestecke der verbliebenen Befestigungen. Damals wurden auch die heute noch existierenden Zinnen aus Ziegeln auf der südlichen Kurtine aufgebaut.

## Beschreibung
Die südliche Verteidigungsmauer ragt bis zu einer Höhe von 12,6 Metern über dem Graben auf; sie ist 11,5–12,7 Meter dick. Zum Eingangstor gelangt man über eine Brücke, in der man immer noch die Führungen des früheren Tores, der Zugbrücke und des Fallgatters sehen kann. Die Mauern bestehen aus Feuerstein-Bruchstein mit Steinen als Ecksteine und für die Fenster. Das Anwesen hat einen vierseitigen Grundriss; er ist fast quadratisch, wobei allerdings die Westseite etwas länger als die Ostseite ist. Das eingefriedete Terrain ist etwa 0,6 Hektar groß. Neben der fast perfekten Front findet man noch die Fundamente der Nord- und Ostmauer und Spuren zweier weiterer Türme. Eine Ziegelbrücke führt heute hinauf zum edlen Torhaus, wo ein schöner, eingelassener Bogenweg, tief zurückgesetzt und gestaltet, heute noch die Führungen des Fallgatters und die alten Eichentüren zeigt. Auf beiden Seiten des Bogenweges gibt es behauene Steinplatten, auf denen die Wappen der Wingfields und der De la Poles abgebildet sind.
Die beiden Haupttürme ragen bis zu einer Höhe von 18 Metern auf und die achteckigen Ecktürme sind 15 Meter hoch. Die ganze Burgmauer war zu Beginn des 20. Jahrhunderts offenbar noch intakt, aber die Nord- und die Ostmauer wurden 1945 zerstört. Eine Zugbrücke überspannt noch die Ostseite des Grabens. Sie wurde umfangreich rekonstruiert, enthält aber noch einige originale Holzteile.

## In der Literatur
Die Burg lieferte die Inspiration für Godsend Castle, das Heim der Familie Mortmain in der Novelle Spiel im Sommer (engl.: I Capture the Castle) von Dodie Smith.